# Funzione di Cantor
In matematica, la funzione di Cantor (a volte chiamata funzione di Cantor-Vitali, o scala del diavolo) è un esempio di funzione continua e crescente con derivata zero in quasi tutti i punti essendo costante in tutti i sottointervalli di {\displaystyle [0,1]} che non contengono punti dell'insieme di Cantor.
Intuitivamente, è una scala con infiniti gradini, tutti di pendenza zero, ma ad altezze progressivamente crescenti, in modo che la pendenza media risulti comunque pari a {\displaystyle 1}.

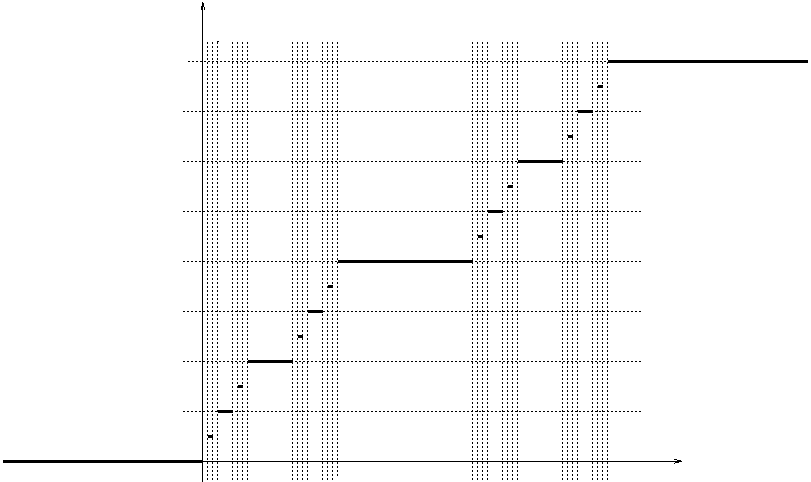
La funzione di Cantor è una scala con infiniti gradini di pendenza nulla, ma di altezza progressivamente crescente: questo disegno ne mostra una approssimazione.

## Definizione

### Con le basi
La funzione di Cantor {\displaystyle f\colon [0,1]\rightarrow [0,1]} è definita nel modo seguente:
1. Scriviamo ogni numero {\displaystyle x\in [0,1]} in base tre. Con questa notazione: {\displaystyle 1/3=0,1_{3},} e {\displaystyle 2/3=0,2_{3}}. Notiamo che alcuni numeri razionali possono avere due scritture diverse, ad esempio {\displaystyle 1/3=0,0222\ldots _{3}} (questo fatto è vero anche in base 10: infatti {\displaystyle 0,1=0,09999\ldots }). Scegliamo, quando è possibile, una notazione che non contiene la cifra {\displaystyle 1}.
2. Sostituiamo la prima occorrenza della cifra {\displaystyle 1} con un {\displaystyle 2} e tutte le cifre successive con {\displaystyle 0}.
3. Sostituiamo tutte le cifre {\displaystyle 2} con {\displaystyle 1}.
4. Interpretiamo il risultato come un numero binario. Questo risultato è {\displaystyle f(x)}.

Ad esempio: 
- {\displaystyle 1/4=0,02020202\ldots _{3}\mapsto 0,01010101_{2}=1/3}. Quindi {\displaystyle f(1/4)=1/3}.
- {\displaystyle 1/5=0,01210121\ldots _{3}}, al passo 2 diventa {\displaystyle 0,02000000\ldots }, quindi {\displaystyle 0,01000000\ldots _{2}=1/4}. Quindi {\displaystyle f(1/5)=1/4}.

### Come limite di una successione
La funzione si può anche definire come limite di una successione di funzioni definite in {\displaystyle [0,1]}, costruite in questo modo:
- Sia {\displaystyle f_{0}(x)=x}.
- Sia {\displaystyle f_{n}(x)} una funzione crescente il cui grafico è la poligonale suggerita in figura a lato, avente {\displaystyle 2^{n+1}-1} lati: {\displaystyle 2^{n}} lati sono obliqui di coefficiente angolare {\displaystyle (3/2)^{n}} e {\displaystyle 2^{n}-1} lati sono orizzontali, ciascuno di lunghezza {\displaystyle \left({\frac {1}{3}}\right)^{n}}. Per ogni {\displaystyle n} intero non negativo risulta {\displaystyle f_{n}(0)=0} e {\displaystyle f_{n}(1)=1}. In figura sono disegnate {\displaystyle f_{0}}, {\displaystyle f_{1}} e {\displaystyle f_{2}}.

Si può "costruire" la {\displaystyle (n+1)}-esima poligonale {\displaystyle f_{n+1}} come una trasformazione della {\displaystyle f_{n}}: infatti, dette {\displaystyle I_{k}^{(n)},} per {\displaystyle k=1,\ldots ,2^{n},} e {\displaystyle J_{k}^{(n)},} per {\displaystyle k=1,\ldots ,2^{n}-1,} le proiezioni sull'asse delle ascisse dei lati obliqui e di quelli orizzontali rispettivamente (notare che è {\displaystyle f(J_{k}^{(n)})=k/2^{n}}), allora è {\displaystyle f_{n+1}=f_{n}} in {\displaystyle J_{k}^{(n)}} per ogni {\displaystyle k}, mentre ogni lato obliquo di {\displaystyle f_{n}} (che ha come proiezione sull'asse delle ascisse l'intervallo {\displaystyle I_{k}^{(n)}}) viene modificato in tre lati, di cui due obliqui in corrispondenza agli intervalli {\displaystyle I_{2k-1}^{(n+1)}} e {\displaystyle I_{2k}^{(n+1)}}, e uno orizzontale in corrispondenza all'intervallo {\displaystyle J_{2k-1}^{(n+1)}}.
Si può dimostrare che risulta:
{\displaystyle \sup _{p\in \mathbb {N} \ }\left\{\max _{x\in [0,1]}\{f_{n}(x)-f_{n+p}(x)\}\right\}\leq {\frac {1}{3\cdot 2^{n}}}.}
Da quest'ultimo risultato ne viene che tale successione è di Cauchy nello spazio delle funzioni continue in {\displaystyle [0,1]}. Dunque per {\displaystyle n\to \infty } converge uniformemente ad una funzione limite, che è detta funzione di Cantor.

## Proprietà
La funzione di Cantor è una funzione continua (in quanto limite uniforme di funzioni continue), crescente e suriettiva dall'intervallo {\displaystyle [0,1]} in sé. È a variazione limitata ma non assolutamente continua. Non è derivabile in nessun punto dell'insieme di Cantor, mentre negli altri punti è derivabile ed ha derivata zero. Quindi è una funzione costante in ogni sottointervallo di {\displaystyle [0,1]} che non contenga punti dell'insieme di Cantor (quest'ultimo insieme ha misura nulla), ossia negli intervalli del tipo (0,x1x2x3...xn022222..., 0,x1x2x3...xn200000...). Nonostante questo,  è crescente (in senso lato).
La funzione di Cantor, ristretta all'insieme di Cantor, è sempre continua, crescente e suriettiva sull'intervallo {\displaystyle [0,1]}: questo implica che l'insieme di Cantor non è numerabile. Questa funzione è utile per definire una curva di Peano, cioè una curva che riempie totalmente un quadrato.